# Verseilles-le-Bas
Verseilles-le-Bas é uma comuna francesa na região administrativa de Grande Leste, no departamento de Haute-Marne. Estende-se por uma área de 1,58 km². Em 2010 a comuna tinha 106 habitantes (densidade: 67,1 hab./km²).